# Ghidra
Ghidra je svobodný nástroj pro softwarové reverzní inženýrství vyvinutý původně v utajení americkou Národní bezpečnostní agenturou (NSA). Jeho grafické uživatelské rozhraní je naprogramováno v Javě s pomocí knihovny Swing, zatímco samotný dekompilátor je naprogramovaný v C++. Přídavné zásuvné moduly pro Ghidru je možná psát v Javě nebo v Pythonu (který je interpretován Jythonem).
Ghidru lze považovat za konkurenci k etablovanému komerčnímu dekompilátoru IDA Pro.

## Dějiny
První veřejná zmínka o Ghidře pochází z března 2017, kdy k ní došlo prostřednictvím projektu WikiLeaks. V lednu 2019 NSA oznámila, že na RSA konferenci v březnu 2019 software dá volně k disposici, a následně skutečně v březnu na oficiálních stránkách zveřejnila zdrojový kód.

## Podporované architektury a formáty
- x86 16, 32- a 64bitové
- ARM and AARCH64
- PowerPC 32/64 a VLE
- MIPS 16/32/64
- MicroMIPS
- 68xxx
- bajtkódy JVM a DEX
- PA-RISC
- PIC 12/16/17/18/24
- SPARC 32/64
- CR16C
- Z80
- 6502
- 8051
- MSP430
- AVR8, AVR32
- SuperH